# العلاقات الكمبودية الكيريباتية
العلاقات الكمبودية الكيريباتية هي العلاقات الثنائية التي تجمع بين كمبوديا وكيريباتي.

## مقارنة بين البلدين
هذه مقارنة عامة ومرجعية للدولتين:
| وجه المقارنة                                              | كمبوديا                   | كيريباتي                        |
| --------------------------------------------------------- | ------------------------- | ------------------------------- |
| المساحة (كم2)                                             | 181.03 ألف                | 811                             |
| عدد السكان (نسمة)                                         | 16.01 مليون               | 116.40 ألف                      |
| الكثافة السكانية (ن./كم²)                                 | 88.44                     | 14.35 ألف                       |
| العاصمة                                                   | بنوم بنه                  | جنوب تاراوا                     |
| اللغة الرسمية                                             | اللغة الخميرية            | لغة إنجليزية، اللغة الكيريباتية |
| العملة                                                    | ريال كمبودي، دولار أمريكي | دولار كريباتي، دولار أسترالي    |
| الناتج المحلي الإجمالي (بليون دولار)                      | 22.16 مليار               | 196.15 مليون                    |
| الناتج المحلي الإجمالي (تعادل القوة الشرائية) بليون دولار | 54.37 مليار               | 224.26 مليون                    |
| الناتج المحلي الإجمالي الاسمي للفرد دولار أمريكي          | 1.16 ألف                  | 1.42 ألف                        |
| الناتج المحلي الإجمالي للفرد دولار أمريكي                 | 3.26 ألف                  | 1.81 ألف                        |
| مؤشر التنمية البشرية                                      | 0.555                     | 0.590                           |
| رمز المكالمات الدولي                                      | +855                      | +686                            |
| رمز الإنترنت                                              | .kh                       | .ki                             |
| المنطقة الزمنية                                           | ت ع م+07:00               |                                 |

## منظمات دولية مشتركة
يشترك البلدان في عضوية مجموعة من المنظمات الدولية، منها:
| علم المنظمة | اسم المنظمة                   | تاريخ انضمام كمبوديا | تاريخ انضمام كيريباتي |
| ----------- | ----------------------------- | -------------------- | --------------------- |
|             | منظمة حظر الأسلحة الكيميائية  | ?                    | ?                     |
|             | الأمم المتحدة                 | 14 ديسمبر 1955       | 14 سبتمبر 1999        |
|             | مؤسسة التمويل الدولية         | 26 مارس 1997         | 2 أكتوبر 1986         |
|             | يونسكو                        | 3 يوليو 1951         | 24 أكتوبر 1989        |
|             | مؤسسة التنمية الدولية         | 22 يوليو 1970        | 2 أكتوبر 1986         |
|             | بنك التنمية الآسيوي           | 1966                 | 1974                  |
|             | البنك الدولي للإنشاء والتعمير | 22 يوليو 1970        | 29 سبتمبر 1986        |
|             | الاتحاد البريدي العالمي       | ?                    | ?                     |
|             | الاتحاد الدولي للاتصالات      | 10 أبريل 1952        | 3 نوفمبر 1986         |

## وصلات خارجية
- موقع وزارة الخارجية الكمبودية